# صادق الدبيس
صادق الدبيس (14 مارس 1958 - 9 يناير 2021)، ممثل كويتي. دخل المجال الفني كممثل تلفزيوني ومسرحي عام 1982 وشارك في أعمال عديدة، إلا أن شهرته وعطائه الفني كان مركزاً في الإذاعة سواء البرامج أو المسلسلات، وكان يعتبر أحد رواد الإذاعة الكويتية.

## أعماله

### من المسلسلات
- ريال وست حريم[2]
- الملكة
- 2 في الأسعاف
- عواطف
- أميمة في دار الأيتام
- الرهينة
- قلوب حائرة
- أم سعف جت كوم 2
- سارة
- بين عصرين
- في البيوت أسرار
- زهور عمري
- عزف الدموع
- الاختيار الصعب
- فريج صويلح
- الأخطبوط
- حياتي
- الخطر معهم (ج3)
- الخطر معهم (ج2)
- من ملفات المحاكم
- الحب يأتي متأخرا
- الصقرين
- سوق المقاصيص
- أبناء الغد
- بيت بلا ابواب
- الخطر معهم (ج1)
- حكايات كويتية
- بيت الوالد
- بو قلبين
- الوريث
- عودة السندباد
- دلق سهيل ج2
- بيت تسكنه سمره
- بو هباش
- الطير والعاصفة
- عرس الغد
- العقاب
- عيال قرية
- أرضنا الطيبة
- قاصد خير
- الملقوفة
- الماضي وخريف العمر
- للحياة بقية
- سفار
- مجنون بأثر رجعي
- عاد ولكن
- أبو الفلوس
- الجوهرة والصياد
- الحرمان
- إلى من يهمه الأمر

### من السهرات التلفزيونية
- من المتهم

### من المسرحيات
- الأميرتين
- دقت الساعة
- راجع
- الأميرات الثلاث

### من الأفلام
- الحبر الأسود

### في المسلسلات الأذاعية
- صدفة تلاقينا
- فارس مع النفاذ
- قلب حنون
- راعي الديوانية
- وعند جهينة الخبر اليقين
- نافذة على التاريخ
- أم سعف جتكم

### من البرامج
- سلامتك

## الوفاة
توفي يوم السبت 9 يناير 2021 ميلاديا، الموافق 25 جمادى الأولى 1442 هجريا، عن عمر ناهز 62 عامًا، بعد صراع مع مرض السرطان.

## روابط خارجية
- صادق الدبيس على موقع قاعدة بيانات الأفلام العربية